# 夏至南風

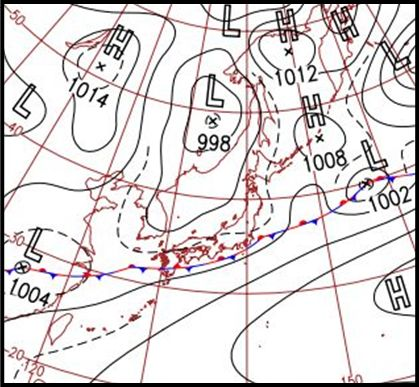
南西諸島域が梅雨明けした直後の気圧配置

夏至南風（カーチーベー）は、沖縄県において梅雨明け直後に吹く、湿気を帯びた南～南西の比較的強い風である。沖縄では梅雨明けを知らせる季節風として知られている。沖縄県での梅雨明けは夏至の頃であることが多く、夏至南風と呼ばれる。宮古・八重山地方では「カーチーバイ」と呼ばれるほか、呼称については「カーチベー」「カーチバイ」など、沖縄県内においても地域差がある。

## 特徴
上述の通り、湿気を帯びた南～南西の風で、風速は概ね5m/s～10m/sである。南西諸島域においては梅雨が明けると同時に太平洋高気圧の勢力下に入るが、夏至南風はこの際に吹く顕著な突風を指す。
| [ 2 ]    | 1月    | 2月 | 3月 | 4月    | 5月 | 6月    | 7月  | 8月  | 9月    | 10月   | 11月   | 12月   |
| -------- | ------ | --- | --- | ------ | --- | ------ | ---- | ---- | ------ | ------ | ------ | ------ |
| 平均風速 | 5.4    | 5.3 | 5.2 | 5.1    | 5.0 | 5.4    | 5.3  | 5.2  | 5.4    | 5.4    | 5.5    | 5.2    |
| 最多風向 | 北北東 | 北  | 北  | 東南東 | 東  | 南南西 | 南東 | 南東 | 東南東 | 北北東 | 北北東 | 北北東 |

## 卓越する南寄りの風
梅雨が明けた南西諸島から伊豆諸島・小笠原諸島域では、地球の自転がなければ下層では東の高圧側から西の低圧側へ向かう風が吹くはずである。しかし、自転の力（コリオリの力:北半球では流れを右向きに変えようとする力）の影響のため、等圧線に沿って低気圧側を左手に見る方向の風となる（地衡風）。したがって、西側の低圧部を左手にみる方向、つまり南寄りの風が卓越する。

## 夏至南風が梅雨前線に与える影響
例年6月下旬以降、西日本にもたらす多量の降水量は、貿易風により本来熱帯収束帯へ運ばれるはずの亜熱帯高気圧域の水蒸気がこの夏至南風によって梅雨前線に運ばれることによってもたらされる。

## インドモンスーンとの関連性
南西諸島で梅雨が明ける頃を境に、太平洋高気圧の軸が西へ張り出し、インドモンスーンに対応する低圧域は東に張り出す。そのため華南から南西諸島域にかけて南北に走る等圧線が急激に混み合う。これに伴い、北緯25度付近では西低東高の気圧配置となる（※天気図参照）。このためコリオリ力の影響を受けて下層の南寄りの風が強まる。夏至南風の急激な開始と華中から日本列島域の梅雨の最盛期の始まりという一連の現象は、インドモンスーンに伴う南アジア域の低圧部の東縁がはるか東に張り出すことによる下層南風強化の影響を強く受けていることになる。

## 夏至南風が沖縄県にもたらした強風
2005年6月14日には沖縄気象台にて同日午前8時49分に最大瞬間風速26・5メートルが観測された。
同気象台は、この強風は北の海上に停滞する梅雨前線に、南西からの風が吹き込んだのが原因と分析。
これは梅雨明け間近に吹く「夏至南風（カーチーベー）」が強く影響したものと考えられる。